# Mantas Savėnas
Mantas Savėnas (født 27. august 1982 i Panevėžys, Sovjetunionen) er en litauisk tidligere fodboldspiller (midtbane).
Savėnas spillede gennem sin karriere blandt andet for Panevėžys Ekranas i hjemlandet, og havde desuden udlandsophold i både Rusland, Kasakhstan og Letland.
For Litauens landshold spillede Savėnas desuden 38 kampe og scorede fem mål i perioden 2003-2011.